# Todd Holland
Pour les articles homonymes, voir Holland.
Todd Holland est un réalisateur, producteur de cinéma, scénariste, acteur, directeur de la photographie et monteur américain né le 13 décembre 1961 à Kittanning, Pennsylvanie (États-Unis).

## Filmographie

### Réalisateur

#### Cinéma
- 1985 : The Chicken Thing (court métrage)
- 1989 : L'Enfant génial (The Wizard)
- 1998 : Drôles de Papous (Krippendorf's Tribe)
- 2007 : Rex, chien pompier (Firehouse Dog)
- 2009 : Wig (court métrage)
- 2010 : Wax On, Fuck Off (court métrage)

#### Télévision

##### Séries télévisées
- 1986 : Histoires fantastiques (Amazing Stories) (saison 2, épisodes 4 et 9)
- 1987 : Max Headroom (saison 2, épisode 4)
- 1987 : Des soldats et des hommes (Vietnam War Story) (saison 1, épisode 7)
- 1990 - 1991 : Twin Peaks (saison 2, épisodes 4 et 13)
- 1991 : Les Contes de la Crypte (Tales from the Crypt) (saison 3, épisode 5)
- 1992 : Marshall et Simon (Eerie, Indiana) (saison 1, épisode 19)
- 1992 : Bill & Ted's Excellent Adventure (saison 1, épisode 7)
- 1992 - 1998 : The Larry Sanders Show (51 épisodes)
- 1994 - 1995 : Angela, 15 ans (My So-Called Life) (saison 1, épisodes 11 et 18)
- 1996 : Relativity (saison 1, épisode 3)
- 1998 : Maximum Bob (saison 1, épisode 2)
- 1998 - 1999 : Felicity (3 épisodes)
- 1999 : Tracey Takes On... (6 épisodes)
- 1999 : Friends (saison 5, épisode 18)
- 2000 : D.C. (saison 1, épisode 1)
- 2000 : FreakyLinks (saison 1, épisode 1)
- 2000 - 2004 : Malcolm (Malcolm in the Middle) (26 épisodes)
- 2002 : Girls Club (saison 1, épisodes 1 et 8)
- 2004 : Wonderfalls (5 épisodes)
- 2008 : Miss Guided (4 épisodes)
- 2009 - 2010 : 30 Rock (saison 3, épisode 10 / saison 5, épisode 5)
- 2010 : Sons of Tucson (5 épisodes)
- 2011 : Shameless (saison 1, épisode 4)
- 2012 - 2013 : Go On (7 épisodes)
- 2013 : The Michael J. Fox Show (saison 1, épisode 11)
- 2014 : About a Boy (saison 1, épisode 11)
- 2014 : Friends with Better Lives (3 épisodes)
- 2014 : Selfie (saison 1, épisode 5)
- 2014 : Red Band Society (saison 1, épisode 10)
- 2015 : Stitchers (saison 1, épisode 1)
- 2015 / 2019 : Unbreakable Kimmy Schmidt (saison 1, épisode 9 / saison 4, épisode 11)
- 2016 - 2017 : The Real O'Neals (10 épisodes)
- 2017 : Me, Myself and I (saison 1, épisodes 2 et 3)
- 2018 : Black-ish (saison 4, épisode 16 / saison 5, épisode 5)
- 2019 : Fam (3 épisodes)
- 2019 : The Unicorn (saison 1, épisode 5)
- 2020 : Love, Victor (saison 1, épisode 8)
- 2021 : Mr. Mayor (saison 1, épisode 1)
- 2022 : Grace et Frankie (saison 7, épisode 9)
- 2023 : Not Dead Yet (saison 1, épisode 2)
- 2024 : So Help Me Todd (saison 2, épisode 6)

##### Téléfilms
- 1998 : Five Houses
- 2002 : The Time Tunnel
- 2007 : Fugly
- 2022 : Monster High
- 2023 : Monster High 2

### Producteur
- 1985 : The Chicken Thing (court métrage)
- 1992 - 1997 : The Larry Sanders Show (20 épisodes)
- 1998 : Five Houses (téléfilm)

#### Producteur exécutif
- 2000 - 2003 : Malcolm (Malcolm in the Middle) (26 épisodes)
- 2002 : The Time Tunnel (téléfilm)
- 2004 : Wonderfalls (13 épisodes)
- 2007 : Fugly (téléfilm)
- 2008 : Miss Guided (7 épisodes)
- 2009 : Wig (court métrage)
- 2010 : Sons of Tucson (13 épisodes)
- 2011 : Double Black de Sara Woomer (court métrage)
- 2011 - 2012 : Free Agents (8 épisodes)
- 2012 - 2013 : Go On (22 épisodes)
- 2015 : Stitchers (saison 1, épisode 1)
- 2016 - 2017 : The Real O'Neals (29 épisodes)
- 2021 : Mr. Mayor (saison 1, épisode 1)
- 2022 : Monster High (téléfilm)
- 2023 : Monster High 2 (téléfilm)

### Scénariste
- 1985 : The Chicken Thing

### Directeur de la photographie
- 1985 : The Chicken Thing

### Monteur
- 1985 : The Chicken Thing

## Récompenses et distinctions

### Récompenses
- Emmy Award 1999 : Meilleure réalisation pour l'épisode « Je ne suis pas un monstre » (Pilot 1-1)